# Древнееврейская система мер
Древнееврейская система мер — система мер, используемая в древнееврейских источниках, начиная с Танаха, и получившая дополнительное развитие в период составления Мишны и Талмуда. Аналоги мер используемых в Танахе встречаются в месопотамской и, в меньшей степени, в древнеегипетской системах мер. В более поздние времена, таннаи и амораи, авторы Мишны и Талмуда заимствовали дополнительные меры из современных им персидских и древнегреческих систем. Древнееврейская система мер имеет ограниченное применение и по сей день, так как многие постулаты еврейской галахи выражены именно в этой системе мер. Конвертирование древнееврейских мер в современную десятичную систему, такую как СИ представляет определённые трудности и является предметом дебатов среди авторитетов в области галахи.

## Меры длины
В качестве мер длины в древнееврейской системе как и во многих других применялись более-менее стандартизированные единицы основанные на пропорциях человеческого тела или же, опосредовано, по формуле стандартная скорость передвижения умноженная на время. Стандартными единицами длины встречающимися в Танахе являются:
- Палец (אצבע‎, эцба) — ширина среднего пальца, ок. 2 см
- Ладонь (תפח‎, тефах) — ширина четырёх сомкнутых пальцев, ок. 8 см
- Пядь (זרת‎, зерет) — расстояние между концами максимально раздвинутых большого пальца и мизинца. Равно приблизительно трём ладоням, ок. 24 см
- Локоть (אמה‎, ама) — 5 (или 6) ладоней

В Талмуде были введены ещё несколько более крупных единиц длины:
- Стадиум (ריס‎, рис) — 1600 ладоней, ок. 150 м
- Миля (מיל‎, миль) — 2000 локтей, ок. 1 км

## Меры объёма

### Меры объёма жидкостей
- Бат — 39553,3 см³
- Хин («гин»). Предположительно — 1/6 бат — 6592,8 см³
- Лог. Предположительно — 1/72 бата — 549,4 см³
- Кор — как сыпучих тел, так и жидкостей. Предположительно, равнялся хомеру = 10 эф (батов)
- Летех — 197766,6 см³
- Таркав — 6592,8 см³
- Тейман — 274,7 см³
- Рвиит («четверть») — 137,3 см³
- Бейца («яйцо») — 91,6 см³

### Меры объёма сыпучих тел
- Эфа (ефа) — 39553,3 см³
- Хомер (Кур) — мера объёма сыпучих тел, а также жидкостей, равная поклаже осла (предположительно около 390 л — 395533,2 см³)[1]. 1 хомер равен 10 ефам или батам
- Сеа — 13184,4 см³, 1/3 эфы
- Иссарон (Омер) — 3955,3 см³. Возможно, это объём зерна, получаемый при обмолоте одного снопа, 1/10 эфы
- Кав (Каб). Предположительно — 1/18 эфы — 2197,6 см³

## Меры площади
Меры площади в древнееврейской системе мер были производными от объёма зерна (как правило пшеницы), которое можно было посеять на данной площади в стандартных условиях. Наиболее часто встречаются следующие меры площади:
- Бейт рова — 32,6 м²
- Бейт кав — 130,7 м²
- Бейт сеа — 784,3 м²
- Бейт сеатаим — 1568,6 м²
- Бейт летех — 11629,6 м²
- Бейт кур — 23529,2 м²

## Меры времени
Меры времени в древнееврейской системе были основаны частично на астрономических наблюдениях (день, месяц, год) и производных от них, так и на стандартизированных действиях людей.
- Рега
- Хелек
- Дака
- Шаа
- Ашмура
- Она
- Йом
- Шаббат
- Ходеш
- Шана
- Шавуа
- Йовель
- Тох кдей диббур
- Зман ахилат Перас

## Меры веса (и денег)
- Талант = 60 мин = 3000 шекелей = 6000 бека = 60 000 гера. Его вес от 34 до 41 кг.
- Кикар
- Мина
- Шекель (сикль)
- Бека
- Гера
- Кессита
- Пим